# Cristián Galaz
Cristián Alberto Galaz García (n. 1 de julio de 1958; Santiago de Chile, Chile) es un director de cine y videoclips chileno. Paralelamente, desde 2017 funge como Director Ejecutivo de la Fundación Víctor Jara.

## Carrera
Estudió Filosofía en la Universidad de Chile durante 4 años. En 1986 se tituló de Periodista en la Universidad Católica de Chile. A partir de 1986 participó en Teleanálisis como editor general y director de documentales. Allí realizó más de 50 documentales periodísticos y de creación.
En 1990 participó en la fundación de Nueva Imagen, productora de cine y televisión. Trabajó en el área del videoclip, con destacados músicos como: Los Prisioneros, Juan Antonio Labra, Jorge González, La Ley, Inti-Illimani, La Sociedad, Illapu, Carlos Cabezas y el dúo español Ella Baila Sola. Recibió dos nominaciones a los MTV Video Music Awards, en 1991 por: "Tren al sur" de Los Prisioneros y en 1996 por "El duelo" de La Ley.
En 1991 fundó Cebra Producciones, empresa destinada a la realización de cine publicitario dirigiendo hasta la fecha más de 200 comerciales.
Durante 1993 dirige y coproduce el mediometraje Hay un hombre en la Luna. En 1999 filma y estrena El chacotero sentimental. Algunos de los premios que ha recibido son: Coral Negro en el Festival de Cine de La Habana, en 1998 por videoclip: Sexo de Los Prisioneros; Premio especial del Jurado del Festival Cruzando Fronteras, en Toronto en 1995, por Hay un hombre en la Luna.
Entre 1997 y 2001, Galaz desarrolla, además, una intensa actividad gremial; crea, junto con otros cineastas, la Corporación Cinematográfica de Chile, y posteriormente, la denominada Plataforma Audiovisual, cuya acción se convierte en pieza fundamental para lograr la aprobación, en el año 2004, de la nueva legislación sobre ayudas estatales a la actividad cinematográfica nacional.
En 2008 estrenó en coautoría con Andrea Ugalde, la película chilena El regalo.
En 2014, Galaz dirige y financia algún tiempo la revista bimestral de cine, The End. No obstante, dejó de editarse cuatro años más tarde, en 2018.

## Filmografía
Director
- Los rockeros chilenos (cortometraje documental, 1986)
- Los Prisioneros (cortometraje documental, 1987)
- Los Prisioneros: Grandes Éxitos (largometraje documental, 1991)
- Hay un hombre en la luna (cortometraje de ficción, 1993)
- El chacotero sentimental (largometraje, 1999)
- Rodrigo (cortometraje documental, 2000)
- Homenaje a Jorge Müller (documental, 2000)
- El regalo (largometraje, 2005)
- El despertar de la tierra (documental, 2017)

Guionista
- El regalo (largometraje, 2005)

## Televisión
- Héroes: Carrera, el príncipe de los caminos (telefilme, 2007)
- Héroes: Rodríguez, hijo de la rebeldía (telefilme, 2007)

## Videografía
- Sexo - Los Prisioneros (1988)
- Maldito sudaca - Los Prisioneros (1988)
- We are sudamerican rockers - Los Prisioneros (1989)
- Paran pan pan - Juan Antonio Labra (1989)
- Estrechez de corazón - Los Prisioneros (1990)
- Tren al sur - Los Prisioneros (1990)
- Corazones rojos - Los Prisioneros (1991)
- El cobarde - Los Prisioneros (1991)
- El baile de los que sobran - Los Prisioneros (1991)
- Ésta es para hacerte feliz - Jorge González (1993)
- Fé - Jorge González (1993)
- Sincero positivo - Illapu (1995)
- El duelo - La Ley (1995)
- Quizás - La Sociedad (1995)
- Medianoche - Inti-Illimani (1996)
- Bailando en silencio - Carlos Cabezas (1997)
- Cómo - La Sociedad (1998)
- Que se me va de las manos - Ella baila sola (1998)

## Premios
- Festival Cruzando Fronteras de Toronto (1995): Premio especial del jurado (Hay un hombre en la luna)
- Festival de Cine de La Habana (1998): Coral Negro - Mejor videoclip (Sexo)
- Premio Altazor (2000): Mejor director (El chacotero sentimental)

Nominaciones
- MTV Video Music Awards (1989): "Tren al sur" - Los Prisioneros
- MTV Video Music Awards (1996): "El duelo" - La Ley